# Andrej Šuvalov
Andrej Michajlovič Šuvalov (* 8. ledna 1965 Idrica, Sovětský svaz) je bývalý sovětský a ruský sportovní šermíř, který se specializoval na šerm kordem. Sovětský svaz a později Rusko reprezentoval na přelomu osmdesátých a devadesátých let. Jako sovětský reprezentant zastupoval moskevskou šermířskou školu, která spadala pod Ruskou SFSR.
Na olympijských hrách startoval v roce 1988 a 1992 v soutěži jednotlivců a družstev. V soutěži jednotlivců získal na olympijských hrách 1988 bronzovou olympijskou medaili. V roce 1991 jako první zástupce Ruské SFSR získal v soutěži jednotlivců titul mistra světa v šermu kordem. Se sovětským družstvem kordistů a s družstvem Společenství nezávislých států vybojoval v roce 1988 a 1992 bronzovou olympijskou medaili. Se sovětským družstvem vybojoval v roce 1987 a 1991 titul mistra světa.